# 中华人民共和国全国运动会
中华人民共和国全国运动会（英語：National Games of the People's Republic of China），简称“全运会”，是由中国国家体育总局主办，以中国各省级行政区、新疆生产建设兵团、解放军、行业体育协会为参赛单位，以奥运会比赛项目为基本设置项目的综合性运动会。是中华人民共和国国内水平最高、规模最大的综合性运动会，每四年举办一次，一般在夏季奧運會結束後一年的夏季或秋季舉行。第十五届全国运动会将于2025年11月在广东、香港和澳门举行。

## 历史
1950年代末，在“发展体育运动，增强人民体质”口号的激励下，以中华人民共和国成立10周年为契机，第一届中华人民共和国全国运动会于1959年9月13日在北京工人体育场开幕。自1984年中国组团参加夏季奥运会以来，從第五届全運會開始，全运会成为选拔奥运选手和练兵的重要机会，项目设置与奥运会接轨。从第七届全运会起，全运会安排在夏季奥运会后一年举办，在周期上做到“全运会出人才，亚运会练人才，奥运会出成绩”。为了调动各省市区的积极性，1994年，国家体委在1996年奥运会前推出了“将奥运会奖牌带入全运会”的举措，即将某省市区运动员代表中国在奥运会上取得的奖牌，作为该省市区成绩计入次年举行的全运会中。为响应“全民健身”口号，从第十三届全运会起增设非专业运动员参与的群众赛事活动项目，并取消了奖牌榜，只公布比赛成绩榜，不再分别公布各省区市的金牌、奖牌和总分排名。

## 举办地
前三届全运会均在北京市举办，第四至第九届在北京市、上海市、广东省三地轮流举办。2000年12月，中国国务院办公厅取消全国运动会由北京、上海、广东三地轮流举办的限制，允许有条件的省、自治区、直辖市申请举办全国运动会，所需经费主要由承办全国运动会的地方人民政府自筹，中央财政给予一次性定额补助，场馆设施建设所需资金由地方人民政府自行负担。国家体育总局一般在运动会举办前6年向全国下发申办工作通知，各地须以省、自治区、直辖市人民政府的名义提出申请。申办候选单位只有一个单位时，该候选单位经审查符合申办条件可自動当选。申办候选单位达到两个或两个以上时，国家体育总局将召开专门会议，采用候选单位陈述，国家体育总局领导、机关有关职能部门代表、有关运动项目管理中心代表以及全运会各参赛单位代表进行无记名投票，按照简单多数获胜的方式选举确定。2005年在江苏举办的第十届是首次采用申办方式确定承办单位的全国运动会。第十五届全國運動會將於2025年11月9日至21日在廣東、香港及澳門舉行。

## 历届全运会举办情况
| 届數     | 舉辦時間                | 舉辦地           | 代表團數 | 運動員人數 |
| -------- | ----------------------- | ---------------- | -------- | ---------- |
| 第一届   | 1959年9月13日至10月3日  | 北京市           | 29       | 10658      |
| 第二届   | 1965年9月11日至28日     | 北京市           | 30       | 5922       |
| 第三届   | 1975年9月12日至28日     | 北京市           | 31       | 12497      |
| 第四届   | 1979年9月15日至30日     | 北京市           | 31       | 15189      |
| 第五届   | 1983年9月18日至10月1日  | 上海市           | 31       | 8943       |
| 第六届   | 1987年11月20日至12月5日 | 广东省           | 36       | 7228       |
| 第七届   | 1993年9月4日至15日      | 北京市           | 45       | 4228       |
| 第八届   | 1997年10月12日至24日    | 上海市           | 46       | 7647       |
| 第九届   | 2001年11月11日至25日    | 广东省           | 45       | 9000余     |
| 第十届   | 2005年10月12日至23日    | 江苏省           | 46       | 9986       |
| 第十一届 | 2009年10月16日至28日    | 山东省           | 46       | 10900      |
| 第十二届 | 2013年8月31日至9月12日  | 辽宁省           | 38       | 9770       |
| 第十三届 | 2017年8月27日至9月8日   | 天津市           | 38       | 8500       |
| 第十四届 | 2021年9月15日至27日     | 陕西省           | 37       | 12000余    |
| 第十五届 | 2025年11月9日至21日     | 广东、香港、澳门 |          |            |
| 第十六届 | 2029年                  | 湖南省           |          |            |

## 比赛项目

### 竞赛项目
目前，竞赛项目共设34个大项，除武术外与夏季奥运会项目设置大致相同。

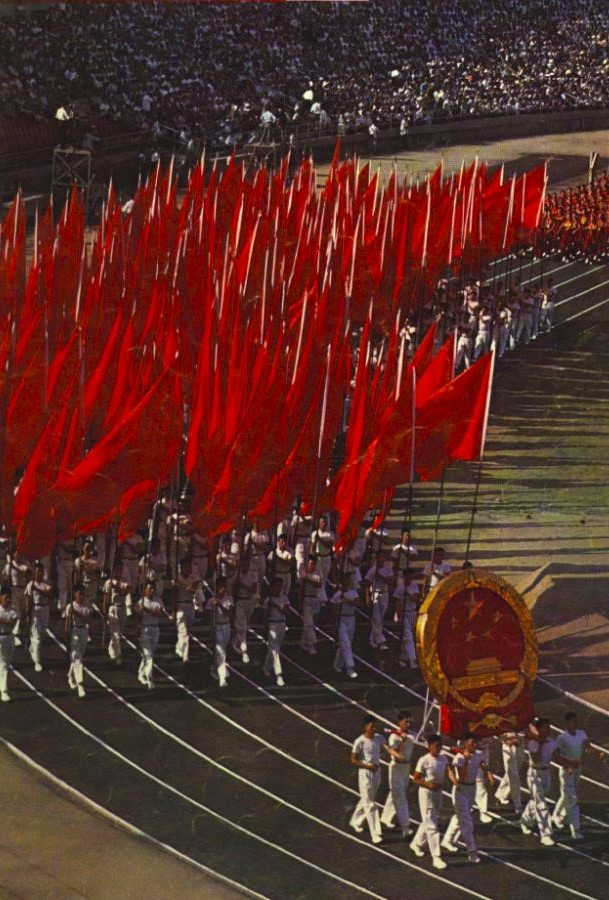
1965年全运会

- 游泳（含跳水、水球、花样游泳）
- 射箭
- 田径
- 羽毛球
- 篮球
- 拳击
- 皮划艇
- 自行车
- 马术
- 击剑
- 足球
- 高尔夫球
- 体操（含競技體操、艺术体操、蹦床）
- 手球
- 曲棍球
- 柔道
- 现代五项
- 赛艇
- 橄榄球
- 帆船
- 射击
- 乒乓球
- 跆拳道
- 网球
- 铁人三项
- 排球（包括沙滩排球）
- 摔跤
- 举重
- 棒球
- 垒球
- 空手道
- 滑板
- 攀岩
- 冲浪
- 武术

### 群众赛事活动项目

#### 比赛类
- 乒乓球
- 羽毛球
- 网球
- 足球
- 篮球
- 气排球
- 毽球
- 轮滑
- 龙舟
- 地掷球
- 围棋
- 象棋
- 国际象棋
- 桥牌
- 中国式摔跤

#### 展演类
- 广场舞
- 广播体操
- 健身气功
- 太极拳